# Izochor állapotváltozás
Az izochor állapotváltozás vagy izochor folyamat olyan állapotváltozás, amely során a termodinamikai rendszer térfogata nem változik.
Állandó térfogatú állapotváltozásnál a közeg sűrűsége és így fajlagos térfogata is állandó. Ilyen állapotváltozás csak akkor jön létre, ha a közeggel hőt közlünk vagy a közegből hőt vonunk el. Az egyetemes gáztörvényből következik, hogy az állapotváltozás két pontja között a hőmérséklet és nyomás között az alábbi összefüggés áll fenn:
{\displaystyle {\frac {p_{1}}{p_{2}}}={\frac {T_{1}}{T_{2}}}},
ahol
{\displaystyle p_{1},~p_{2}\,} a nyomás
{\displaystyle T_{1},~T_{2}\,} a hőmérséklet
A közölt, illetve elvont hő egyenlő a fajlagos belső energia változásával:
{\displaystyle q_{12}=u_{2}-u_{1}=c_{v}\cdot (T_{2}-T_{1})\,}.
Az entrópia változása:
{\displaystyle ds=c_{v}{\frac {1}{T}}dT\,}.
{\displaystyle s_{2}-s_{1}=\int _{1}^{2}c_{v}{\frac {1}{T}}dT=c_{v}\ln {\frac {T_{2}}{T_{1}}}\,}.
A külső munka pedig, mivel elmozdulás nincs:
{\displaystyle L=\int _{1}^{2}p~dv=0\,}.